# 492 Gismonda
Gismonda (asteroide 492) é um asteroide da cintura principal com um diâmetro de 51,69 quilómetros, a 2,5883461 UA. Possui uma excentricidade de 0,1700938 e um período orbital de 2 011,79 dias (5,51 anos).
Gismonda tem uma velocidade orbital média de 16,86537787 km/s e uma inclinação de 1,62422º.
Este asteroide foi descoberto em 3 de Setembro de 1902 por Max Wolf.